# Франкенрайтер, Донавон
Франкенра́йтер, Донаво́н (англ. Donavon Frankenreiter; род. 10 декабря 1972, Дауни) — американский музыкант и сёрфер.

## Сёрф-карьера
Донавон с 15 лет стал заниматься сёрфингом профессионально. Он оттачивал своё мастерство, катаясь на волнах в Сан-Клементе, Калифорния. В конце концов, он подписал спонсорский контракт с австралийской компанией Billabong, что позволило ему путешествовать по всему миру. Он снимал домик в Норт-Шор, Оаху, Гавайи у родителей Джека Джонсона, другого сёрфера, ставшего несколько лет спустя очень успешным музыкантом. Они подружились и вместе осваивали гитару и катались на сёрфе.

## Музыкальная карьера
Донавон начал играть музыку с 17 лет и быстро пристрастился к ней. В 18 лет он играл в таких группах как Peanut Butter и Jam. Музыка была для Донавона всего лишь развлечением. Но в 1996 году он начал ей серьезно заниматься и создал группу Sunchild, где играл на гитаре. Группа играла рок 70х, схожий с The Black Crowes. В 1997 году они выпустили свой первый альбом Barefoot & Live, записанный на Surfdog Records. Их продюсером был Гари Хой. В альбоме представлены записи кавер версий таких команд, как The Allman Brothers Band, The Marshall Tucker Band, The Rolling Stones и Van Morrison, в также несколько собственных песен. В 2000 году группа выпустила следующий студийный альбом California Honey. В 2001 году Sunchild распались и Франкенрайтер занялся сольной карьерой.
В 2002 году Франкенрайтер подписал контракт с Brushfire Records. Его одноименный сольный альбом "Donavon Frankenreiter", был спродюсирован Джеком Джонсоном и Марио Галдато мл. В записи приняли участие Джек Джонсон, G. Love и Eels (член команды Koool G. Murder). Альбом был выпущен в апреле 2004 года в Австралии. После турне по Австралии в апреле 2004 года, альбом достиг вершины музыкальных чартов. Также в этом туре принимал участие Gary Jules. Альбом был выпущен в Соединенных Штатах через месяцев, 11 мая 2004 года.
В 2006 году Франкенрайтер покинул Brushfire Records и подписал контракт с Lost Highway Records, работающий с такими музыкантами, как Элвис Костелло, Райан Адамс и Вилли Нельсон. 6 июня 2006 года был выпущен его второй альбом — «Move by Yourself». Вскоре после этого Донавон записал песню «Lovely Day» с Koool G. , которая стала саундтреком к двум фильмам: Змеиный полёт и Крутая Джорджия.
В ноябре 2005 года был отснят первый концертный DVD «Donavon Frankenreiter: Abbey Road Sessions» на студии Abbey Road в Лондоне, Англия. DVD был выпущен в начале 2006 года.
В ноябре 2007 года Донавон гастролировал по всей Бразилии и выступал на «the Mostra Alma Surf Festival» с такими командами, как Animal Liberation Orchestra, G. Love и Matt Costa, наряду с сёрф-звездами Jay Alders, Nathan Gibbs, Céline Chat, сёрф-фотографом Sean Davey, и сёрф-режиссёром Санни Аббертоном.
В 2007 году выпустил акустический мини-альбом «Recycled Recipes» состоящий из кавер-версий.
В 2008 году свет увидел новый — третий студийный альбом «Pass It Around».
В начале 2010 года Донавон записал вторую часть мини-альбома «Recycled Recipes», в которой также представлены кавер-версии.
В 2010 Донавон разошелся с Lost Highway Records и сформировал свой собственный лейбл — Liquid Tambourine Records. Впоследствии он записал и выпустил свой четвёртый студийный альбом под названием «Glow», который был спродюсирован Марком Вайнбергом.
В начале 2012 года Донавон разорвал отношения с товарищами по группе Eric Brigmond, Craig Barnette и Pete Winders. Но поддерживает контакт с первоначальным участником группы Matt Grundy.
В конце 2012 года, Донавон пригласил Пола Джозефа Кларка, Сэма Болла (Dick Dale, Fear, Agent Orange) и Эда Бенрока (Watson Twins) в концертный состав.
В 2012 году Донавон со своим давним участником группы Мэттом Гранди собрались на студии в Южной Калифорнии и в течение семи дней записали пятый по счету студийный альбом — «Start Livin’». Как говорит Донавон о альбоме: «Большинство песен посвящены моей жене и нашим двум мальчикам, и жизни, которую мы построили вместе на Гавайях. Альбом Start Livin' призывает не беспокоиться о том, где ты был и где ты будешь — просто начни принимать то, что тебя окружает и начни любить то, что ты имеешь.»

## Интересные факты
Донавон хорошо известен своими знаменитыми усами и остроумным юмором.
Женат, имеет двух сыновей, которых назвал Оззи и Хендрикс, и живёт в Кауаи, Гавайи.
Донавон является одним из девяти серферов в XBOX игре — Kelly Slater’s Pro Surfer.
Серф-достижения Донавона также представлены в многочисленных серфинг-фильмах, телевизионных шоу и журнальных статьях.